# Anzuelo

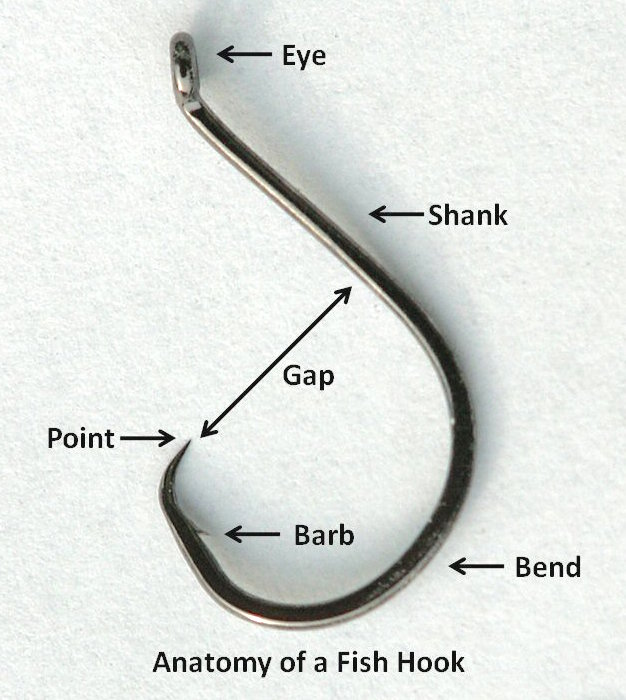
Anatomía del anzuelo (en inglés).

Un anzuelo es un dispositivo para la captura de peces (no exclusivamente), que se engancha en el paladar, en la boca y muy raramente en el cuerpo del pez. Los os pescadores para capturar peces tanto en agua dulce como de agua salada. En 2005, el anzuelo fue elegido por la revista Forbes como una de las veinte principales herramientas en la historia del hombre.
Existen varios tipos de anzuelos, con muerte y sin muerte

## Historia

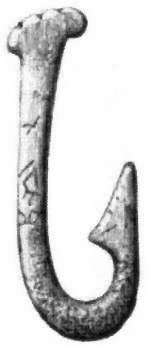
Anzuelo hecho de hueso.

El anzuelo o un dispositivo similar ha sido probablemente utilizado por el hombre durante miles de años. Ejemplos de ello es que han encontrado anzuelos en Palestina de alrededor del año 7000 a. C. El hombre ha creado anzuelos de todo tipo a partir de materiales que incluyen la madera, de animales y huesos humanos, cuerno, conchas, piedra, bronce, hasta el hierro en la actualidad. En ciertos casos, los ganchos se crearon a partir de múltiples materiales para aprovechar la fuerza y las características positivas de cada material. Los noruegos en la década de 1950 todavía utilizaban madera de enebro para crear anzuelos. Los anzuelos de acero comenzaron a hacer su aparición en Europa hacia el 1600 y la fabricación de  anzuelos se convirtió en una tarea para profesionales.

## Anatomía y construcción
Las partes de un anzuelo son: la punta es la que penetra en la boca del pez; el ojo es el final del gancho que está conectado a la línea de pesca o el hilo; la curva y el cuello en la parte del gancho que une el punto y el ojo; y se denomina brecha a la distancia entre la cuello y el punto. En muchos casos, los ganchos se describen mediante el uso de estas diferentes partes del anzuelo.,
Los anzuelos contemporáneos están fabricados con acero de alto contenido de carbono, acero aleado con vanadio, o acero inoxidable, según el uso. La mayoría de los anzuelos de calidad están recubiertos con algún tipo de anticorrosivo resistente, esta resistencia a la corrosión se requiere cuando se utilizan en agua salada y mientras están almacenados.

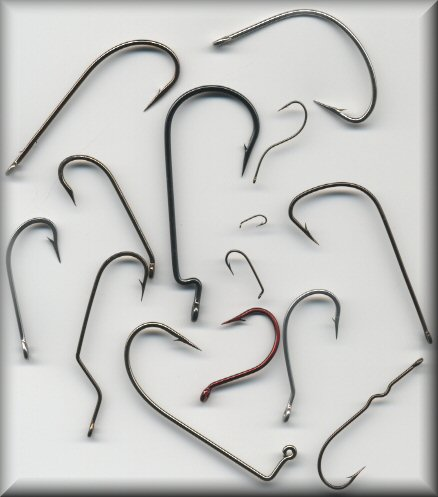
Diversos tipos de anzuelos.